# 癤
癤（せつ、furuncle, boil）とは、細菌感染症の一種。おでき、できものともいう。

## 概要
一本の毛に細菌が感染して生じる皮膚感染症である。黄色ブドウ球菌が原因であることが多い。

## 治療
治療は、抗生物質の内服である。また、皮膚切開が必要なこともある。